# Прелка (приток Уры)
Прелка — река в Архангельской области России, правый приток реки Уры (бассейн Юлы, Пинеги и Северной Двины). Протекает по территориям Пинежского (Сурское сельское поселение), Верхнетоемского (Выйское сельское поселение) и Виноградовского (Борецкое сельское поселение) районов.
Длина реки составляет 18 км, впадает в Уру справа в 64 км от устья на высоте 146 метров над уровнем моря.
Код водного объекта — 03020300312103000036968